# Hans-Joachim Peuschel
Hans-Joachim Peuschel (* 3. Mai 1945 in Hamburg) ist ein deutscher Politiker der CDU und ehemaliges Mitglied der Hamburgischen Bürgerschaft. name="taz" />
Nach dem Abitur in Hamburg 1965 und ein Aufenthalt als Assistent teacher in Les Diablerets (französische Schweiz) studierte Peuschel ab 1967 Rechtswissenschaften, Philologie, Romanistik und Anglistik. Das Studium schloss er mit dem 1. juristischen Staatsexamen im Februar 1979 und dem 2. Staatsexamen im Oktober 1984 in Hamburg ab. Er arbeitete danach als Rechtsanwalt in Hamburg, zudem war er im Immobiliensektor tätig. Im Mai 2006 musste er mit einer Immobiliengesellschaft Insolvenz anmelden. 2015 schied er aus der Rechtsanwaltskammer Hamburg aus.
Peuschel trat 1967 der CDU bei und war der CDU-Ortsvorsitzende von Hamburg-Osdorf. Er wurde 1974 in die Bezirksversammlung Altona gewählt, legte das Mandat aber schon nach wenigen Wochen wegen der gleichzeitigen Wahl in die Hamburgische Bürgerschaft nieder.  Dort war er für seine Fraktion unter anderem im Bauausschuss und im Sportausschuss. Der Bürgerschaft gehörte er dann bis 1993 an.